# 4373 Crespo
A 4373 Crespo (ideiglenes jelöléssel 1985 PB) a Naprendszer kisbolygóövében található aszteroida. Edward L. G. Bowell fedezte fel 1985. augusztus 14-én.